# Scipopus chalybeus
Scipopus chalybeus är en tvåvingeart som beskrevs av Willi Hennig 1934. Scipopus chalybeus ingår i släktet Scipopus och familjen skridflugor. Inga underarter finns listade i Catalogue of Life.